# GAD (afvalbedrijf)
De GAD is een afvalbedrijf in Zuidoost-Noord-Holland.
Het bedrijf ontstond op 1 januari 1990 door de samenvoeging van de inzameldiensten van enkele gemeenten in de regio.
De GAD is onderdeel van de Regio Gooi en Vechtstreek, het samenwerkingsverband van  de gemeenten Blaricum, Gooise Meren, Hilversum, Huizen, Laren,  Weesp en Wijdemeren. De GAD verzorgt de huishoudelijke afvalinzameling voor deze zeven gemeenten.
De gemeente 's-Graveland verzette zich jarenlang tegen het lidmaatschap van het Gewest Gooi en Vechtstreek en de verplichte winkelnering bij de GAD, omdat men elders goedkopere vuilnisophaal kon inkopen. Met de herindeling tot de gemeente Wijdemeren in 2002 kwam aan die uitzonderingspositie een eind.
GAD is een acroniem voor ‘Grondstoffen- en Afvalstoffen Dienst’. 
De organisatie heeft de volgende taken: 
- verstrekken van afvaladvies
- voorlichting aan scholen en burgers
- verzamelpunten voor diverse afvalstromen
- ophaaldienst van huishoudelijk afval
- beheer openbare ruimten

Het hoofdkantoor bevindt zich in Bussum.
De GAD beheert 4 milieuparken in Bussum, Hilversum, Huizen en Weesp